# Beana nitida
Beana nitida är en fjärilsart som beskrevs av Willie Horace Thomas Tams 1924. Beana nitida ingår i släktet Beana och familjen trågspinnare. Inga underarter finns listade i Catalogue of Life.